# Данкен, Джон
Джон Данкен (англ. Jon Duncan, 6 октября 1975) — британский ориентировщик, чемпион мира в эстафете по спортивному ориентированию.
Работает геологом в BP в Норвегии, где живет уже несколько лет. Ранее выступал за один из самых титулованных клубов спортивного ориентирования — норвежский Halden SK. В составе клуба дважды в 2002 и 2003 годах выигрывал шведскую эстафету Тiomila.
Обладатель золотой медали чемпионатов мира. В 2008 году в составе британской команды выиграл эстафету на чемпионате мира 2008 в Чехии.
В 2003 году в составе эстафетной команды вместе с Дэниэлем Марстоном и Джейми Стивенсоном выиграл бронзовые медали.